# Nombre hyperparfait
En mathématiques, un nombre k-hyperparfait (quelquefois simplement appelé nombre hyperparfait) est un entier naturel n tel que
où σ(n) est  la somme de tous les diviseurs positifs de n. Les nombres parfaits sont donc les nombres 1-hyperparfaits.

## Suites de nombres
Les premiers termes de la suite croissante des nombres k-hyperparfaits sont 6, 21, 28, 301, 325, 496, ... (suite A034897 de l'OEIS), les valeurs correspondantes de k étant 1, 2, 1, 6, 3, 1, 12, ... (suite  A034898). Les premiers nombres k-hyperparfaits qui ne sont pas parfaits sont 21, 301, 325, 697, 1333, ... (suite  A007592).

## Table
La table suivante liste les premiers nombres k-hyperparfaits pour certaines valeurs de k, mis en regard avec le numéro de la suite des nombres k-hyperparfaits dans l'Encyclopédie électronique des suites entières :
| k      | OEIS    | Quelques nombres k-hyperparfaits connus                            |
| ------ | ------- | ------------------------------------------------------------------ |
| 1      | A000396 | 6, 28, 496, 8128, 33550336, ...                                    |
| 2      | A007593 | 21, 2133, 19521, 176661, 129127041, ...                            |
| 3      |         | 325, ...                                                           |
| 4      |         | 1950625, 1220640625, ...                                           |
| 6      | A028499 | 301, 16513, 60110701, 1977225901, ...                              |
| 10     |         | 159841, ...                                                        |
| 11     |         | 10693, ...                                                         |
| 12     | A028500 | 697, 2041, 1570153, 62722153, 10604156641, 13544168521, ...        |
| 18     | A028501 | 1333, 1909, 2469601, 893748277, ...                                |
| 19     |         | 51301, ...                                                         |
| 30     |         | 3901, 28600321, ...                                                |
| 31     |         | 214273, ...                                                        |
| 35     |         | 306181, ...                                                        |
| 40     |         | 115788961, ...                                                     |
| 48     |         | 26977, 9560844577, ...                                             |
| 59     |         | 1433701, ...                                                       |
| 60     |         | 24601, ...                                                         |
| 66     |         | 296341, ...                                                        |
| 75     |         | 2924101, ...                                                       |
| 78     |         | 486877, ...                                                        |
| 91     |         | 5199013, ...                                                       |
| 100    |         | 10509080401, ...                                                   |
| 108    |         | 275833, ...                                                        |
| 126    |         | 12161963773, ...                                                   |
| 132    |         | 96361, 130153, 495529, ...                                         |
| 136    |         | 156276648817, ...                                                  |
| 138    |         | 46727970517, 51886178401, ...                                      |
| 140    |         | 1118457481, ...                                                    |
| 168    |         | 250321, ...                                                        |
| 174    |         | 7744461466717, ...                                                 |
| 180    |         | 12211188308281, ...                                                |
| 190    |         | 1167773821, ...                                                    |
| 192    |         | 163201, 137008036993, ...                                          |
| 198    |         | 1564317613, ...                                                    |
| 206    |         | 626946794653, 54114833564509, ...                                  |
| 222    |         | 348231627849277, ...                                               |
| 228    |         | 391854937, 102744892633, 3710434289467, ...                        |
| 252    |         | 389593, 1218260233, ...                                            |
| 276    |         | 72315968283289, ...                                                |
| 282    |         | 8898807853477, ...                                                 |
| 296    |         | 444574821937, ...                                                  |
| 342    |         | 542413, 26199602893, ...                                           |
| 348    |         | 66239465233897, ...                                                |
| 350    |         | 140460782701, ...                                                  |
| 360    |         | 23911458481, ...                                                   |
| 366    |         | 808861, ...                                                        |
| 372    |         | 2469439417, ...                                                    |
| 396    |         | 8432772615433, ...                                                 |
| 402    |         | 8942902453, 813535908179653, ...                                   |
| 408    |         | 1238906223697, ...                                                 |
| 414    |         | 8062678298557, ...                                                 |
| 430    |         | 124528653669661, ...                                               |
| 438    |         | 6287557453, ...                                                    |
| 480    |         | 1324790832961, ...                                                 |
| 522    |         | 723378252872773, 106049331638192773, ...                           |
| 546    |         | 211125067071829, ...                                               |
| 570    |         | 1345711391461, 5810517340434661, ...                               |
| 660    |         | 13786783637881, ...                                                |
| 672    |         | 142718568339485377, ...                                            |
| 684    |         | 154643791177, ...                                                  |
| 774    |         | 8695993590900027, ...                                              |
| 810    |         | 5646270598021, ...                                                 |
| 814    |         | 31571188513, ...                                                   |
| 816    |         | 31571188513, ...                                                   |
| 820    |         | 1119337766869561, ...                                              |
| 968    |         | 52335185632753, ...                                                |
| 972    |         | 289085338292617, ...                                               |
| 978    |         | 60246544949557, ...                                                |
| 1050   |         | 64169172901, ...                                                   |
| 1410   |         | 80293806421, ...                                                   |
| 2772   | A028502 | 95295817, 124035913, ...                                           |
| 3918   |         | 61442077, 217033693, 12059549149, 60174845917, ...                 |
| 9222   |         | 404458477, 3426618541, 8983131757, 13027827181, ...                |
| 9828   |         | 432373033, 2797540201, 3777981481, 13197765673, ...                |
| 14280  |         | 848374801, 2324355601, 4390957201, 16498569361, ...                |
| 23730  |         | 2288948341, 3102982261, 6861054901, 30897836341, ...               |
| 31752  | A034916 | 4660241041, 7220722321, 12994506001, 52929885457, 60771359377, ... |
| 55848  |         | 15166641361, 44783952721, 67623550801, ...                         |
| 67782  |         | 18407557741, 18444431149, 34939858669, ...                         |
| 92568  |         | 50611924273, 64781493169, 84213367729, ...                         |
| 100932 |         | 50969246953, 53192980777, 82145123113, ...                         |

## Propriétés
Si k > 1 est un entier naturel impair et p = (3k + 1)/2 etq = 3k + 4 sont des nombres premiers, alors p2q est k-hyperparfait ; Judson S. McCranie a conjecturé en 2000 que tous les nombres k-hyperparfaits pour k > 1 impair sont de cette forme, mais l'hypothèse n'a pas encore été démontrée. De plus, si p  ≠ q sont des nombres premiers impairs et k un entier tel que k(p + q) = pq – 1, alors pq est k-hyperparfait.
Il est aussi possible de montrer que si k > 0 et p = k + 1 est premier, alors pour tout i > 1 tel que q = pi – p + 1 est premier, n = pi – 1q est k-hyperparfait. La table suivante liste les valeurs connues de k et les valeurs correspondantes de i pour lesquelles n est k-hyperparfait :
| k   | OEIS    | Valeurs de i                  |
| --- | ------- | ----------------------------- |
| 16  | A034922 | 11, 21, 127, 149, 469, ...    |
| 22  |         | 17, 61, 445, ...              |
| 28  |         | 33, 89, 101, ...              |
| 36  |         | 67, 95, 341, ...              |
| 42  | A034923 | 4, 6, 42, 64, 65, ...         |
| 46  | A034924 | 5, 11, 13, 53, 115, ...       |
| 52  |         | 21, 173, ...                  |
| 58  |         | 11, 117, ...                  |
| 72  |         | 21, 49, ...                   |
| 88  | A034925 | 9, 41, 51, 109, 483, ...      |
| 96  |         | 6, 11, 34, ...                |
| 100 | A034926 | 3, 7, 9, 19, 29, 99, 145, ... |